# The Essential Ozzy Osbourne
The Essential Ozzy Osbourne – album kompilacyjny Ozzy’ego Osbourne’a, wydany w 2003 roku.

## Lista utworów
Źródło.
CD 1:
1. „Crazy Train”
2. „Mr. Crowley”
3. „I Don't Know" (na żywo z Randy Rhoadsem)
4. „Suicide Solution”
5. „Goodbye To Romance”
6. „Over The Mountain”
7. „Flying High Again”
8. „Diary of a Madman”
9. „Paranoid" (na żywo z Randy Rhoadsem)
10. „Bark at the Moon”
11. „You're No Different”
12. „So Tired”
13. „Rock 'n' Roll Rebel”
14. „Crazy Babies”
15. „Miracle Man”
16. „Fire in the Sky”

CD 2:
1. „Breakin' All The Rules”
2. „Mama, I'm Coming Home”
3. „Desire”
4. „No More Tears”
5. „Time After Time”
6. „Road To Nowhere”
7. „I Don't Want To Change The World" (na żywo)
8. „Perry Mason”
9. „I Just Want You”
10. „Thunder Underground”
11. „See You On The Other Side”
12. „Gets Me Through”
13. „Dreamer”
14. „No Easy Way Out”